# Coelogyne corymbosa
Coelogyne corymbosa là một loài phong lan.

## Hình ảnh

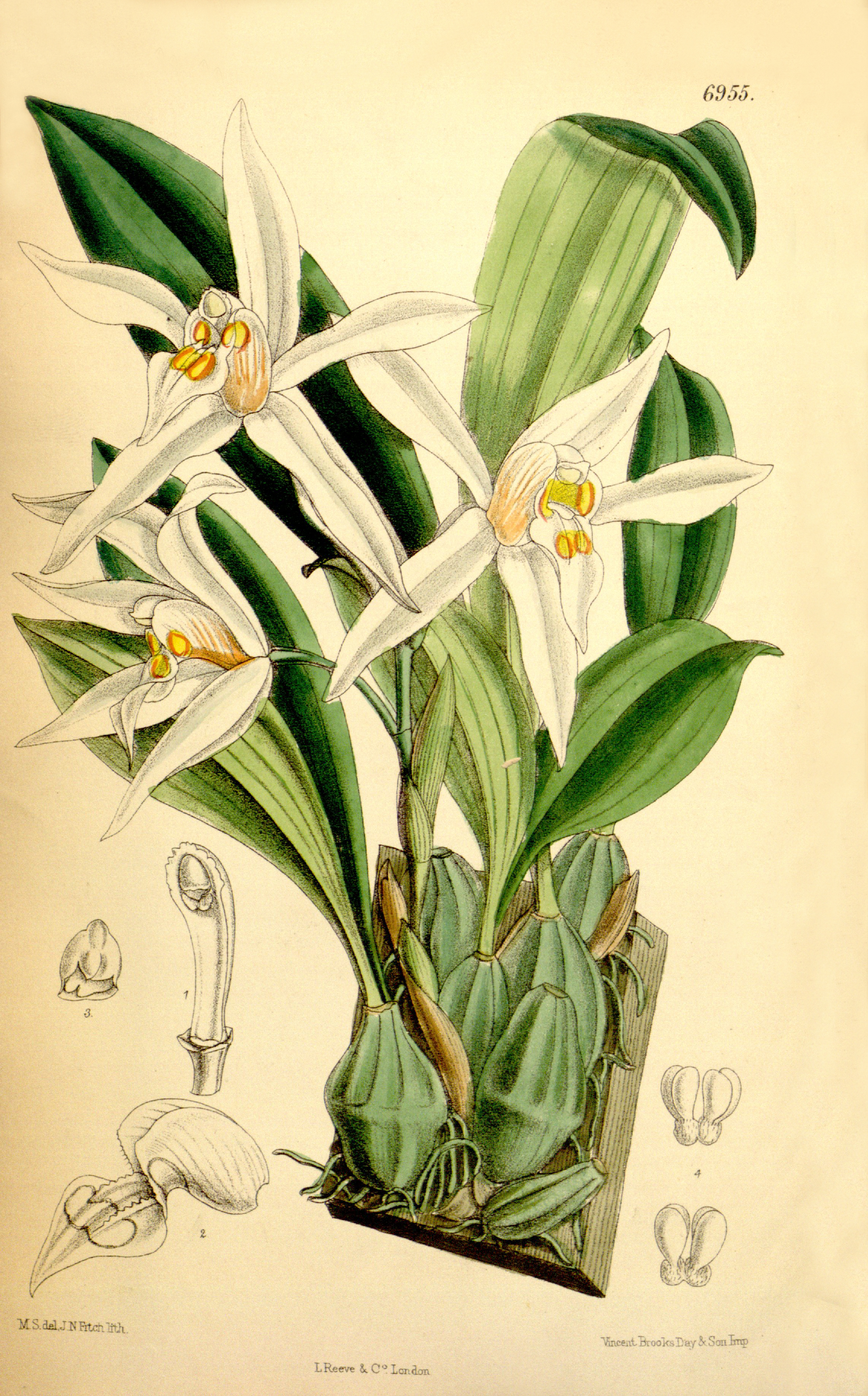